# Belagerung von Lucknow

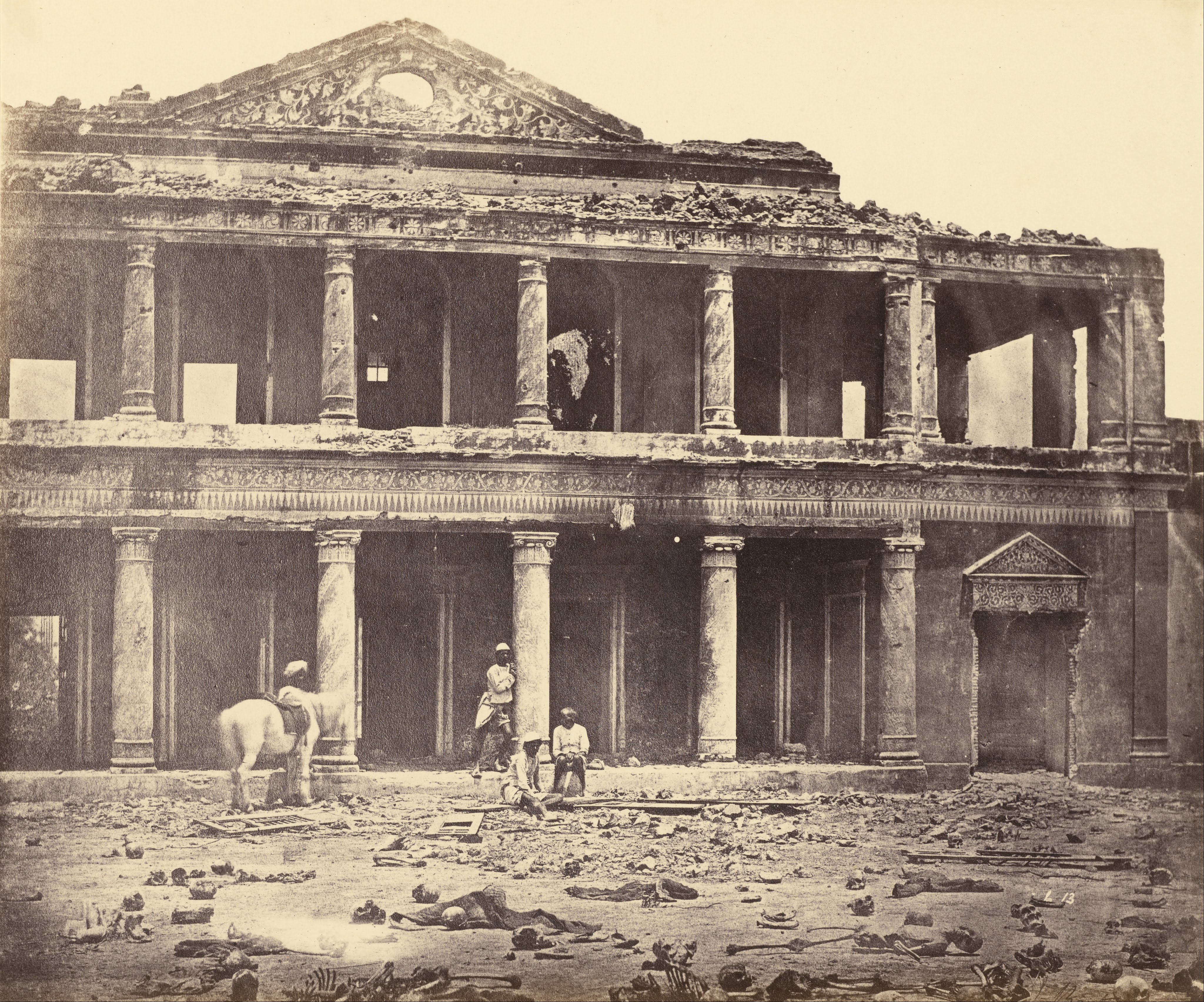
Sikandar Bag in Lakhnau nach der Erstürmung durch britische Truppen, Aufnahme von Felice Beato, März 1858 – Im Innenhof liegen die verwesten Leichen indischer Aufständischer

Die Belagerung von Lucknow ist ein Ereignis des Indischen Aufstands von 1857 und neben der Belagerung von Kanpur aus britischer Sicht eines der beiden großen Opferdramen des von den Briten niedergeschlagenen Aufstands. Die Garnison wurde von Anfang Juni bis zum 18. November von Briten gegen eine Übermacht von aufständischen Truppen und indischen Zivilpersonen verteidigt. Danach fiel Lucknow zunächst wieder in indische Hand. Die abseits der Grand Trunk Road liegende Garnisonsstadt wurde wegen ihres hohen symbolischen und strategischen Wertes am 15. März 1858 von britischen Truppen unter Führung von Sir Colin Campbell wieder eingenommen.
Lucknow war zuvor die Hauptstadt des indischen Staates Avadh gewesen. Unter Anwendung der Doctrine of Lapse war der Herrscher von Avadh wegen Missmanagement durch die Britische Ostindien-Kompanie 1856 entthront wurden. Die Annexion von Avadh gilt als eine der Ursachen des Ausbruchs des Aufstands von 1857.

## Hintergrund der Belagerung

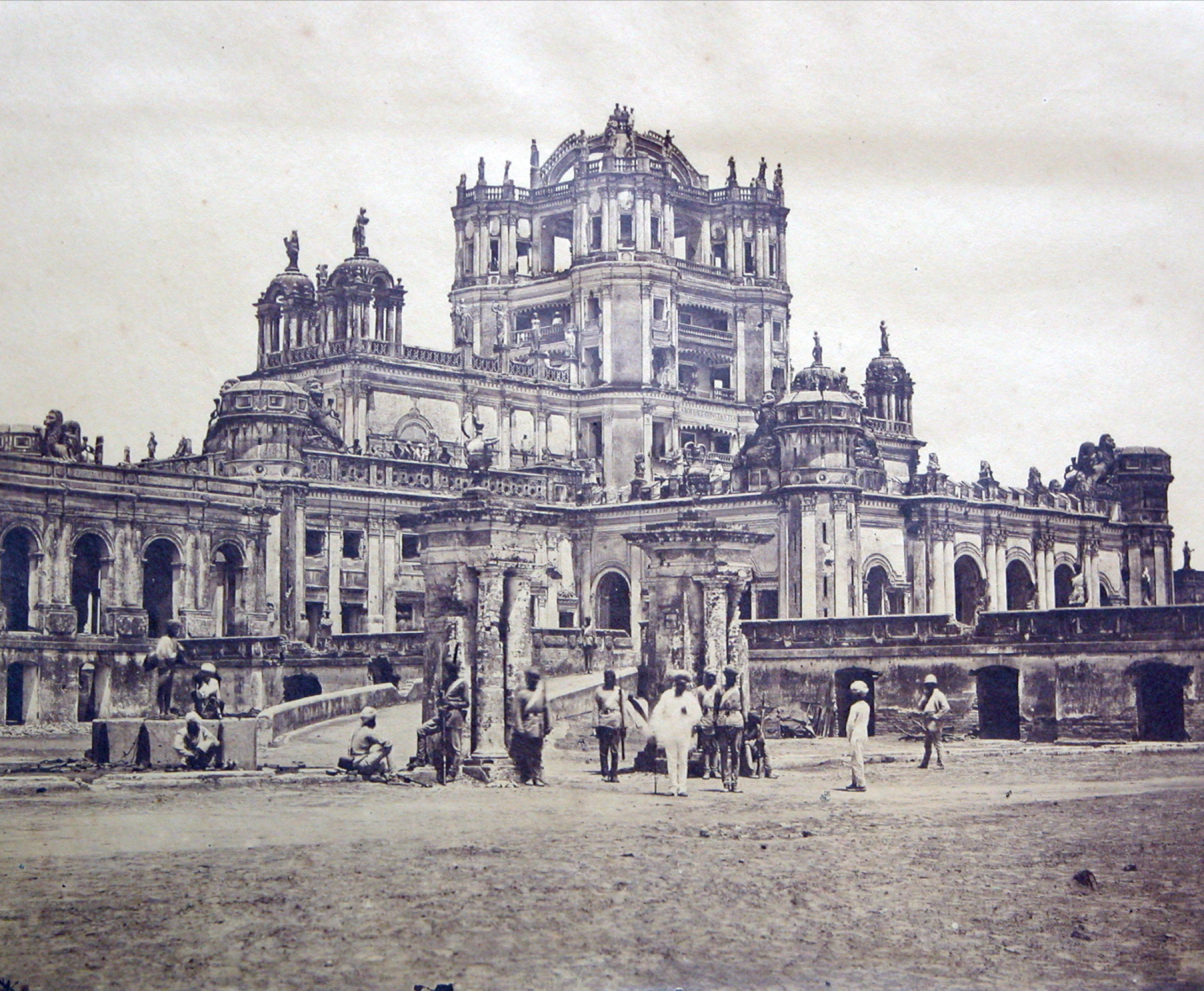
La Martiniere in Lucknow. Als ehemaliger Herrschersitz verfügte Lucknow über große Paläste und Gartenanlagen. Aufnahme von Felice Beato aus dem Jahre 1858

Wajid Ali Shah, der Herrscher von Avadh, war 1856 unter Anwendung der Doctrine of Lapse von der Britischen Ostindien-Kompanie entthront und nach Kalkutta exiliert worden. Innerhalb des Staates Avadh traf die Absetzung des Herrschers ebenso auf starke Ablehnung wie unter Teilen der Bevölkerung des restlichen indischen Subkontinents. Stark betroffen waren die Sepoys, die in der bengalischen Armee der Britischen-Ostindien-Kompanie Dienst taten und zu 60 Prozent aus Avadh stammten. Für viele ihrer noch in Avadh lebenden Familien führte die von den Briten strikt umgesetzte Steuergesetzgebung zur Verarmung. Neben der von der Britischen Ostindien-Kompanie verfolgten Sozial- und Wirtschaftspolitik, durch die weite Teile der indischen Bevölkerung Landrechte, Beschäftigungsmöglichkeiten und Einfluss verloren, sowie die im 19. Jahrhundert zunehmenden Anstrengungen, Indien zu christianisieren und die Annexion weiterer indischer Fürstenstaaten in den Jahren zuvor, gilt dies als eine der Ursachen des Aufstands. Hinzu kam eine wachsende Unzufriedenheit indischer Truppen mit ihren britischen Befehlshabern. Ausgangspunkt des Aufstands waren die Infanterie-Einheiten der Armee von Bengalen. Die Infanterie-Einheiten dieser Armee setzten sich – anders als bei den Armeen von Madras und Bombay – zum größten Teil aus Mitgliedern der höheren Hindu-Kasten (Brahmanen und Kshatriya) zusammen. Kavallerie und Artillerie hatten einen deutlich höheren Muslim-Anteil. Da die Briten befürchteten, dass die Hindu-Soldaten Kastenbelange wichtiger nähmen als ihre Dienstpflicht, sah die Handelskompanie in dieser Konzentration eine Bedrohung der militärischen Disziplin. Um sicherzustellen, dass sie über moderne, schlagkräftige Truppen verfügte, die sie überall in Asien einsetzen konnte, nahm die Britische Ostindien-Kompanie zunehmend weniger Rücksicht auf Kastenbelange und erweiterte die Rekrutierungsbasis um Gurkhas und Sikhs. Letzteres traf insbesondere bei brahmanischen Sepoys auf starke Ablehnung. Im Jahr 1856 gebot der General Service Enlistment Act neuen indischen Rekruten den Dienst auch außerhalb Indiens. Mit Rücksicht auf Sepoys der höheren Hindu-Kasten war der Dienst im Ausland bis zu diesem Zeitpunkt freiwillig, da diese laut vorherrschender Meinung ihre Kastenzugehörigkeit verloren, wenn sie offenes Meer überquerten.
Als äußerer Auslöser des Aufstands gilt gemeinhin die Einführung des Enfield-Gewehrs, dessen Patronenhülsen nach einem unter britisch-indischen Streitkräften weitläufig verbreiteten Gerücht mit einer Mischung aus Rindertalg und Schweineschmalz behandelt war. Die Verwendung dieser Patronen stellte sowohl für gläubige Hindus wie Moslems einen Verstoß gegen ihre religiösen Pflichten dar. Am 10. Mai 1857 kam es zum offenen Aufstand in Merath, nachdem dort stationierte Truppen erstmals mit diesem neuen Gewehr exerzieren sollten. Während des Aufstands wurden etwa 50 britische Offiziere und Zivilpersonen ermordet. Die Aufständischen zogen noch in der Nacht nach Delhi ab, wo der 82-jährige Bahadur Shah Zafar II., der letzte der Großmogule, residierte. Sein Einflussbereich beschränkte sich auf seinen Palast, das Rote Fort in Delhi. Trotzdem galt er sowohl der indischen Bevölkerung als auch den indischen Provinzen und Staaten als nomineller Souverän. Delhi war daher der Ort, an dem sich die aufständischen Truppen sammelten.

## Die Belagerung

### Vorbereitung auf die Belagerung
Die Garnisonsstadt Lucknow stand unter Befehl von Sir Henry Lawrence. Er hatte nur wenige Wochen zuvor seinen Vorgänger abgelöst, der seit der Annexion des Staates Avadh glück- und taktlos agiert hatte. Die Nachrichten, die Sir Henry Lawrence über Delhi erreichten, waren für ihn der Anlass, Lucknow sofort auf eine Belagerung vorzubereiten. Anders als Hugh Wheeler, der die Garnisonsstadt Kanpur befehligte, stellte er sich auf eine länger währende Belagerung ein. Hugh Wheeler hatte dagegen unterstellt, dass aufständische Truppen sehr schnell nach Delhi abziehen würden und hatte seine Garnison daher nur auf eine kurze Belagerung vorbereitet. Die Residenz in Lucknow besaß dagegen ausreichend Proviant, um mehr als zwei Monate ohne Versorgung von außen zu überstehen. Innerhalb der Residenz stand ausreichend Trinkwasser zur Verfügung. Die zahlreichen Gebäude boten den Belagerten deutlich besseren Schutz als die in Kanpur. Auch ein Friedhof lag innerhalb des verteidigten Gebietes, wo die in Laken gehüllten Toten beerdigt werden konnten. Die Anzahl der Belagerer war allerdings deutlich höher als in Kanpur und diese beschossen die verschanzte Residenz aus größerer Nähe als dies in Kanpur der Fall war. Nach dem Massaker am Sati Chowra gegen Ende Juni hatten die Vertreter in Kalkutta wenig Hoffnung, dass der Residenz in Lucknow vergleichbares erspart bliebe.
In Lucknow waren das 32. Regiment der britischen Armee sowie vier Regimenter der britischen Ostindien-Kompanie stationiert; Henry Lawrence wagte es jedoch nicht, diese vier Regimenter zu entwaffnen, weil er befürchtete, dies könne der zündende Funke für den Ausbruch des Aufstands werden. Bereits ab dem 23. Mai ließ er Nahrungsmittel einlagern. Seine eigene Residenz und 16 daran angrenzende Gebäude boten bessere Verteidigungsmöglichkeiten als die eigentliche Garnison, so dass er diese für eine Belagerung vorbereiten ließ, indem Bastionen errichtet und Verteidigungsgräben gezogen wurden. Dort verschanzten sich 855 britische und 712 indische Offiziere und Soldaten sowie insgesamt 1433 britische Zivilisten. Unter den Zivilisten befanden sich Hunderte von Frauen und Kindern. Die meisten der in Lucknow stationierten indischen Truppen meuterten ab dem 30. Mai, dem muslimischen Fest des Fastenbrechens.

### Schlacht von Chinhat
Am 4. Juni begann der Aufstand in Sitapur, einer wichtigen und großen Militärstation, 82 Kilometer von Lucknow entfernt. Dem folgten weitere Unruhen in Faizabad, einer der wichtigsten Städte in der Provinz. Zu Aufständen kam es auch in Daryabad, Sultanpur und Salon. Im Verlauf von etwa 10 Tagen war damit Avadh nicht mehr in britischer Hand. Am 30. Juni erfuhr Henry Lawrence, dass sich Aufständische nördlich von Lucknow versammelten. Er versuchte, diese aufständischen Truppen in einer offenen Schlacht zu stellen, obwohl ihm nur wenige Informationen über Truppenstärke und Stellung der Aufständischen vorlagen. Obwohl Lawrence verhältnismäßig wenig Erfahrung im Führen einer Truppe hatte, leitete er den Angriff selbst. Die britischen Truppen waren genötigt, ohne Nahrung und mit nur unzureichender Wasserversorgung in der heißen Mittagssonne auf die rebellischen Truppen zuzumarschieren. Sie trafen auf eine gut organisierte Truppe von Aufständischen, die über Kavallerie verfügte und sich mit ihrer Artillerie eingegraben hatten. Die Schlacht von Chinhat wurde von den Briten verloren. Lawrence musste sich mit seinen Truppen wieder in die Residenz zurückziehen. Auf Seiten der Briten fielen 172 Europäer und 193 Inder, bevor sie sich wieder in die Garnison zurückziehen konnten. Einige der Flüchtenden erlagen einem Hitzschlag, kurz bevor sie die Residenz von Lucknow erreichten.

### Beginn der Belagerung
Lucknow war über viele Jahre der Sitz der Herrscher von Avadh gewesen. Die Stadt wies daher zahlreiche große und befestigte Gebäude auf. Die Residenz lag zwischen mehreren Palästen, Moscheen und Verwaltungsgebäuden. Lawrence weigerte sich zunächst, diese abreißen zu lassen und drängte seine Ingenieure, vor allem die Moscheen und Tempel in der Umgebung der Residenz zu verschonen. Während der Belagerung erwiesen diese sich jedoch als Stützpunkte der Aufständischen.
Der erste Angriff der Aufständischen wurde am 1. Juli zurückgeschlagen. Machchhi Bhawan; ein Palast im Osten der Residenz wurde dabei evakuiert und gesprengt. Zu den ersten Todesopfern nach Beginn der Belagerung zählte Henry Lawrence. Am 2. Juli schlug eine Kanonenkugel in seinem Raum ein, die seine Hüfte zertrümmerte. Er starb am 4. Juli an den Folgen dieser Verletzung. Den militärischen Oberbefehl übernahm Colonel Sir John Inglis vom 32. Regiment. Der sterbende Lawrence übertrug Major Banks die Zivilverwaltung der Garnison. Banks wurde jedoch wenige Tage später gleichfalls getötet, so dass Inglis beide Posten übernahm.
Die Zahl der Belagerer setzte sich zu Beginn des Juli 1857 aus etwa 8.000 aufständischen Sepoys sowie mehreren hundert indischen Zivilpersonen zusammen. Sie verfügten über einige moderne Artillerie. Während der ersten Wochen gab es mehrere couragierte Angriffe der Belagerer auf die Residenz. Sie konnten von den Belagerten in der Residenz jedoch immer erfolgreich zurückgeschlagen werden. Wie bei anderen Auseinandersetzungen des Aufstands von 1857 fehlte es der indischen Seite vor allem an Befehlshabern, die Erfahrung im Führen größerer Truppen sowie eine taktische Ausbildung hatten und deren Befehlshoheit von allen Aufständischen anerkannt wurde.
Auf Grund der schlechten hygienischen Bedingungen brachen in der Residenz sehr bald Cholera und Ruhr aus, die ähnlich viele Opfer forderten wie der Beschuss durch die aufständischen indischen Truppen. Durchschnittlich starben täglich mehr als 20 der Belagerten; viele der Opfer waren Kinder. Ende August verteidigten nur noch 650 Mann die Garnison; weitere 120 waren zu krank oder zu verletzt, um sich an der Verteidigung zu beteiligen. Von den Frauen und Kindern lebten nur noch 450.

## Versuche zur Beendigung der Belagerung

### Erster Vormarsch von Sir Henry Havelock
Am 16. Juli hatten britische Truppen unter Befehl von Generalmajor Henry Havelock Kanpur wieder eingenommen. Kanpur lag etwa 77 Kilometer von Lakhnau entfernt. Havelock, der seine Truppen in Gewaltmärschen nach Kanpur gebracht und in acht Tagen vier Schlachten für die britische Seite entschieden hatte, versuchte nun, auch Lucknow zu erreichen. Von den Massakern in Kanpur schockiert, wurde ähnliches für die Belagerten von Lucknow befürchtet. Er brauchte allerdings sechs Tage, um seine aus 1.500 Mann bestehenden Truppen über den Ganges zu setzen. Am 29. Juli wurde er in der Nähe von Unao erneut in eine Schlacht verwickelt. Zu diesem Zeitpunkt standen ihm auf Grund von Verletzungen, Hitzeschlägen und Krankheiten nur noch 850 kampfbereite Männer zur Verfügung. Havelock musste den Vormarsch daraufhin abbrechen. In mehreren Briefen forderte er Verstärkung von James Neill an, dem er den Befehl über Kanpur übertragen hatte. Havelock erhielt schließlich eine Verstärkung von 257 Mann und einige zusätzliche Kanonen und versuchte erneut, bis nach Lucknow vorzudringen. Er gewann eine weitere Schlacht in Unao am 4. August. Seine Truppen waren danach aber so geschwächt, dass ein weiterer Vormarsch nicht möglich erschien.
Henry Havelock wollte ursprünglich auf der rechten Seite des Ganges und damit in Avadh bleiben. Damit wollte er verhindern, dass sich weitere Aufständische den Belagerern von Avadh anschlossen. Am 11. August ließ James Neill ihm jedoch die Nachricht zukommen, dass Kanpur erneut von größeren aufständischen Truppen bedroht sei. Um zu verhindern, dass seine Truppen von hinten angegriffen wurden, ließ er seine Truppen nach Unao marschieren und fügte dort den aufständischen Truppen eine dritte Niederlage zu. Er überquerte hier den Ganges. Am 16. August schlug er eine Rebellentruppe in Bithur. Damit war die Bedrohung von Kanpur weitgehend ausgeschaltet.
Henry Havelocks Rückzug war eine taktische Notwendigkeit gewesen. Sie ließ die Rebellion in Avadh jedoch wieder aufflammen und sich zunächst neutral verhaltende Landbesitzer schlossen sich den aufständischen Truppen an. An den Kommandeur von Lucknow, Inglis, konnte die Nachricht übermittelt werden, dass eine Evakuierung von Lucknow am sinnvollsten sei. Die Belagerten sollten sich nach Kanpur zurückziehen, das relativ sicher in der Hand der Briten war. Inglis musste diesen Vorschlag jedoch ablehnen, weil er nicht nur zu wenig einsatzfähige Männer hatte, sondern auch zu viele der Belagerten schwer verwundet oder krank waren. Er bat dringend um Verstärkung und Unterstützung. Die Aufständischen hatten mittlerweile damit begonnen, die Schutzwälle der Garnison zu untergraben.

### Verstärkung von Lucknow

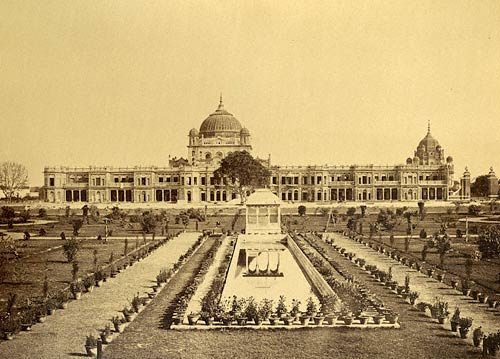
Qaisarbag-Palast in Lakhnau

In Kanpur war Anfang September Generalmajor James Outram mit Verstärkung eingetroffen. Outram war ranghöher als Henry Havelock und löste ihn als Oberbefehlshaber der Truppen ab. Outram überließ Havelock jedoch in galanter Geste das Kommando über die Entsatzkräfte für Lakhnau. Die Truppen, die erneut von Kanpur nach Lucknow aufbrachen, bestanden aus 3.170 Mann. Die überwiegende Anzahl war Briten, darunter ein schottisches Regiment. Zu den Truppen zählte auch ein Sikh-Battalion. Die Kavallerietruppe bestand dagegen nur aus 168 Mann. Die Männer waren auf zwei Brigaden aufgeteilt, die unter dem Kommando von James Neill und Colonel Hamilton standen.
Anders als zuvor verwickelten diesmal keine aufständischen Truppen die britischen Kräfte, die am 18. September erneut nach Lucknow aufbrachen, in Kämpfe. Die Aufständischen hatten es auch versäumt, einige der wichtigen Brücken zu zerstören. Am 23. September gelang es Havelock, die Aufständischen  aus Alambag, einem großen, mit Mauern umsäumten Park, der etwa sechs Kilometer südlich der Residenz von Lucknow lag, zu vertreiben. Am 25. September begann der Vormarsch auf die belagerte Residenz. Wegen des einsetzenden Monsunregens waren weite Teile rund um die Stadt überflutet. Dies verhinderte, dass die britischen Truppen die Stadt in einer Zangenbewegung einnehmen konnten. Sie waren vielmehr gezwungen, direkt durch Teile der in aufständischer Hand befindlichen Stadt auf die Residenz zuzumarschieren.
Die Truppen trafen auf heftigen Widerstand; das schottische Regiment kam sogar vom Weg ab, konnte jedoch eine Artilleriestellung der Aufständischen in der Nähe des Qaisarbag-Palastes einnehmen. Beim Einbruch der Dunkelheit wollte James Outram den Angriff zunächst unterbrechen. Henry Havelock – der in Kanpur einen Tag zu spät eingetroffen war, um das Massaker im Bibighar zu verhindern – ließ den Angriff jedoch fortsetzen, weil er befürchtete, dass die Kräfte der Belagerten so ausgedünnt seien, dass ein Angriff der Aufständischen zur Folge haben könnte, dass sie die Residenz einnahmen. Der Vormarsch auf die Residenz, der jetzt überwiegend durch schmale Straßen führte, war aus britischer Sicht der verlustreichste Teil des Entsatzes der Residenz von Lucknow. Zu den Opfern zählte unter anderem der umstrittene britische Offizier James Neill, der in Benares und Kanpur grausame Rache an der indischen Bevölkerung genommen hatte.

### Zweite Belagerung
Das ursprüngliche Ziel des Vormarsches nach Lucknow war es, die dort Belagerten zu evakuieren. Die starken Verluste, die man jedoch während des Vormarsches gemacht hatte, machte es unmöglich, die Belagerten sicher aus der Stadt zu bringen. James Outram, Major Inglis und Henry Havelock übernahmen jeweils einen Teil der belagerten Residenz. Zur Entscheidung, in Lucknow auszuharren, bis weitere britische Verstärkung eintraf, trug auch bei, dass man auf dem Gelände ein großes Lager von Nahrungsmitteln fand, mit dessen Hilfe die Belagerten weitere zwei Monate ausharren konnten. Das Lager war von Henry Lawrence angelegt worden, der aber keinen der überlebenden Untergebenen darüber informiert hatte.
James Outram hatte auch gehofft, dass die Verstärkung der Truppen in Lucknow die Aufständischen demoralisieren würde. Dies trat jedoch nicht ein. Über die nächsten sechs Wochen setzten die Aufständischen die Angriffe auf die belagerte Residenz fort und versuchten mehrfach, die Befestigungswälle zu unterminieren. Die Belagerten reagierten darauf mit Ausfällen und gruben Konterminen. Lucknow war über lange Zeit in der Lage gewesen, mit anderen britischen Stationen in Kontakt zu bleiben, indem man loyal gebliebene Inder mit Botschaften durch die Linien schickte. Dies wurde jedoch zunehmend schwerer.

### Vorbereitung auf den Entsatz Lucknow
Die Niederschlagung der Aufständischen durch die Briten konzentrierte sich im Wesentlichen auf drei Schauplätze: Die Grand Trunk Road, die durch Kanpur und Lucknow in den Süden von Avadh führte, Zentralindien sowie die Region um Delhi. Delhi hatte als Zentrum des Aufstands eine besondere symbolische Bedeutung, da hier mit Bahadur Shah Zafar II. das nominelle Oberhaupt des Aufstands residierte und sich hier die meisten der aufständischen Truppen versammelt hatten. Anfang August 1857 befanden sich zwischen 30.000 und 40.000 aufständische Sepoys in der Stadt. Auf dem Höhenkamm gegenüber der nordwestlichen Stadtmauer hatte sich die britische Delhi Field Force verschanzt. Obwohl diese nur über 7.000 Mann verfügte, von denen über ein Viertel wegen Krankheit, Verwundung und Erschöpfung nicht einsatzfähig war, gelang es den Briten, ihre Position zu halten. Die aufständischen Sepoys hatten ihre Gegner mit Artilleriebeschuss und einer Serie couragierter Angriffe zermürbt und ihnen hohe Verluste zugefügt. Es kam jedoch nie zur Eroberung der britischen Position – nach Ansicht vieler moderner Historiker lediglich, weil es den indischen Aufständischen an geeigneten und allseits akzeptierten militärischen Führern mangelte. Die Ausdauer der Briten sorgte im aufständischen Delhi zunehmend für Unruhe, da absehbar war, dass britische Truppen bald die auf dem Höhenkamm Verschanzten verstärken würden. Mehr als 10.000 der aufständischen Truppen verließen zwischen dem 21. und 25. August die Stadt. Britische Verstärkung traf am 4. September ein und am 14. September begann die Rückeroberung von Delhi, die sich bis zum 20. September hinzog. Das Versteck von Bahadur Shah Zafar II. auf dem Areal des Humayun-Mausoleums wurde von seinem Schwiegersohn verraten und der Großmogul von dem britischen Offizier William Hodson gefangen genommen. Zwei seiner Söhne sowie einer seiner Enkel wurden unmittelbar nach der Gefangennahme von William Hodson erschossen.
Nachdem die Truppen unter James Outram und Henry Havelock in Lucknow verstärkt worden waren, war eine unmittelbare Eroberung durch die Aufständischen nicht zu befürchten. Aus Sicht von Sir Colin Campbell, dem neuen Oberbefehlshaber in Indien, war die Befreiung von Lucknow von so hohem strategischen und symbolischen Wert, dass er seine Militärkräfte nach der Rückeroberung Delhis darauf konzentrierte. Sir Colin Campbell erreichte am 3. November 1857 Kanpur. Dem britischen Zivilbeamten Thomas Henry Kavanagh gelang es in der Nacht vom 9. November, sich durch die indischen Linien zu schleichen und Sir Campbell einen Plan zu überbringen, auf dem die Positionen der indischen Truppen eingezeichnet waren. Er erhielt dafür das Victoria-Kreuz.

### Zweite Eroberung von Lucknow

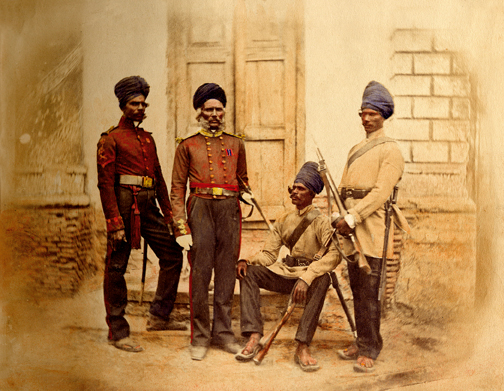
Soldaten aus Madras, die unter Colin Campbell im November 1857 Lucknow zurückeroberten

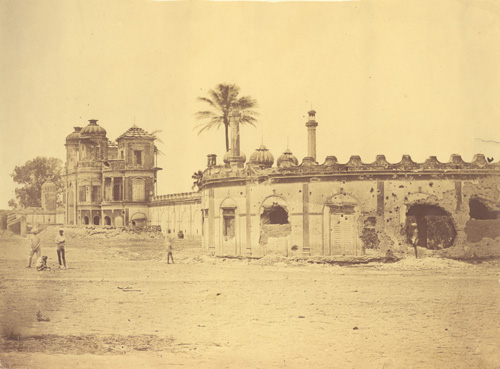
Sikandar Bag von außen, Aufnahme von Felice Beato aus dem Jahre 1858. Die Mauern zeigen den schweren Beschuss

Auf Grund der Informationen von Kavanagh umging Sir Campbell Lakhnau zunächst in weitem Bogen und griff dann von Osten aus an, wo die aufständischen Truppen weniger stark konzentriert waren. Die Einnahme von Lucknow gelang, so dass am 18. November die Belagerten aus Lucknow evakuiert werden konnten. Die britischen Kräfte waren jedoch zu schwach, um die Stadt zu halten und Lucknow wurde erneut den Aufständischen überlassen.
Ziel des Vormarsches war zunächst La Martiniere, eine Schule in Lucknow. Von dort aus sollte Sikandar Bag eingenommen werden, ein großer Park mit einer Villa, der von hohen Mauern umgeben war. Sikandar Bag, das in unmittelbarer Nähe der Residenz lag, wurde von den Aufständischen energisch verteidigt. Im Garten und im Innenhof der Villa kam es zu schweren Kämpfen, bei denen mehr als 3.000 Aufständische starben. Die Einnahme von Sikandar Bag durch die Briten war für Henry Havelock und James Outram das Zeichen, Teile ihrer Verteidigungswälle zu sprengen, um den britischen Truppen den Einmarsch in die Residenz zu ermöglichen.

### Evakuierung der Belagerten
Obwohl James Outram und Henry Havelock Sir Colin Campbell nahelegten, auch den Palast im Qaisarbag in der Nähe zu stürmen, um Lucknow vollends in die Hände der Briten zu bringen, folgte Colin Campbell diesem Vorschlag nicht. Er sah sowohl Kanpur als auch andere Städte, die die Briten bislang zurückerobert hatten, als zu gefährdet an, um in Lucknow Kräfte zu binden. Der Abzug aus Lucknow begann am 18. November 1857. Während Campbells Artillerie den Qaisarbag-Palast bombardierte, um die aufständischen Truppen von einem erneuten Angriff abzuhalten, zog man aus der Residenz ab. Entlang des Weges, den man die Verwundeten, Frauen und Kinder führen musste, ließ Colin Campbell Stoffwände spannen, um zu verhindern, dass Scharfschützen der Aufständischen auf die zu evakuierenden Personen schossen. Hinter diesem Sichtschutz wurden die zu Evakuierenden in den Dilkusha-Park geführt. Noch im Dilkusha-Park erlag Henry Havelock einer plötzlichen Ruhr-Attacke. Campbell begleitete die Evakuierten mit einer Truppe von 3.000 Mann nach Kanpur. Sir James Outram bildete die Nachhut und blieb mit einer Truppe von 4.000 Mann in Alambag, um diese Stadt gegenüber den Aufständischen zu halten.
Die Zivilpersonen, die die Belagerung von Lucknow überlebt hatten, wurden zunächst nach Allahabad gebracht. Einen Monat später brachte man sie nach Kolkata. Die Vertreter der Britischen Ostindien-Kompanie hatten die Bewohner in Kalkutta gebeten, den Überlebenden keinen besonderen Empfang zu bereiten. Daran hielt man sich nicht. Als die Flotte von Allahabad in Kalkutta ankam, standen Hunderte am Prinseps Ghat und von Fort William schossen Kanonen Salut. Andrew Ward berichtet jedoch in seiner detaillierten Geschichte der Massaker von Kanpur, dass sich über die versammelte Menschenmenge gedrückte Stille legte, als die ersten Frauen in Trauerkleidung mit ihren Kindern an der Hand den Booten entstiegen.

## Einzelbelege
1. ↑  Ward, S. 243
2. ↑  Dalrymple, S. 10
3. ↑  Hibbert, S. 47
4. 1 2  David (2006), S. 295
5. ↑  Wilson, S. 203
6. 1 2 3  Ward, S. 449
7. ↑  Ward, S. 450
8. ↑  James, S. 248
9. ↑  Wilson, S. 216
10. ↑  Ward, 243
11. ↑  David (2006), S. 317
12. 1 2  David (2006), S. 334
13. ↑  James, S. 258
14. ↑  siehe beispielsweise James, S. 258 bis 259 oder – für eine sehr detaillierte Schilderung der Ereignisse in Delhi – Dalrymple, S. 264 bis S. 364
15. ↑  James, S. 259
16. ↑  James, S. 260
17. ↑  David (2006), S. 334 bis S. 341
18. ↑  Ward, S. 488